# Celrà
Celrà (em catalão e oficialmente) ou Celrá (em castelhano) é um município da Espanha na comarca de Gironès, província de Girona, comunidade autónoma da Catalunha. Tem 25,9 km² de área e em 2021 tinha 5 606 habitantes (densidade: 216,4 hab./km²).

## Demografia
| Variação demográfica do município entre 1991 e 2004 | Variação demográfica do município entre 1991 e 2004 | Variação demográfica do município entre 1991 e 2004 | Variação demográfica do município entre 1991 e 2004 |
| --------------------------------------------------- | --------------------------------------------------- | --------------------------------------------------- | --------------------------------------------------- |
| 1991                                                | 1996                                                | 2001                                                | 2004                                                |
| 2358                                                | 2522                                                | 2731                                                | 3218                                                |